# Phintella handersoni
Espèce
Phintella handersoni est une espèce d'araignées aranéomorphes de la famille des Salticidae.

## Distribution
Cette espèce se rencontre en Inde, en Chine et au Viêt Nam

## Description
Le mâle holotype mesure 3,72 mm et la femelle paratype 4,24 mm.

## Systématique et taxinomie
Cette espèce a été décrite par Sen, Sudhin et Caleb en 2024.

## Étymologie
Cette espèce est nommée en l'honneur de Handerson Syiemlieh.

## Publication originale
- Sudhin, Caleb & Sen, 2024 : « Additions to the knowledge on the genus Phintella Strand, 1906 (Araneae, Salticidae, Chrysillini) from India. » Zoosystematics and Evolution, vol. 100, no 1, p. 31-48 (texte intégral).